# ベリッシマ
『ベリッシマ』（イタリア語: Bellissima, 「もっとも美しい女性」の意）は、1951年公開のイタリア映画である。監督はルキノ・ヴィスコンティ。モノクロ、スタンダード、115分。
原案は『自転車泥棒』『ひまわり』の脚本で有名なチェーザレ・ザヴァッティーニ。ローマを舞台に、映画出演のオーディションに合格するために奮闘する母娘を描いたヴィスコンティ唯一のコメディ映画。助監督にフランチェスコ・ロージとフランコ・ゼフィレッリが参加している。

## ストーリー
チネチッタ撮影所で映画の子役オーディションが行われた。マッダレーナ（アンナ・マニャーニ）は夫のスパルタコ（ガストーネ・レンツェッリ）に内緒で娘のマリア（ティーナ・アピチェッラ）を連れて行くが、娘が迷子になり、遅れてしまう。マリアは発音がうまくできなかったが、詩を暗誦して一次審査を通過する。途中出会ったスタッフのアンノヴァッツィ（ヴァルテル・キアーリ）に写真屋を紹介してもらい、さらに元女優の演技の先生（テクラ・スカラーノ）を雇い、バレエを習わせ、衣裳を新調して二次審査通過に備えた。
他の母親がコネを使っていると聞き、アンノヴァッツィに看護士の仕事で稼いだ５万リラを渡して関係者に根回ししてもらうように頼んだ。ところがアンノヴァッツィはその金をバイクを買うのに使ってしまい、さらにマッダレーナを誘惑するが、彼女は笑い飛ばして相手にしない。
審査のための撮影が終わり、映写室で監督たちがフィルムを見ているのをこっそり見せてもらう。ところが、マリアは消すように言われたケーキの上のロウソクの火を消すことができず、さらに詩の暗誦で詰まって泣き出してしまう。それを見た監督たちが大笑いし、マッダレーナは娘が笑いものにされたことに深く傷つく。結局、マリアは合格したのだが、娘を笑いものにする映画会社に憤慨し、契約を突きはねた。

## キャスト
- マッダレーナ：アンナ・マニャーニ
- マリア：ティーナ・アピチェッラ
- アンノヴァッツィ：ヴァルテル・キアーリ
- スパルタコ：ガストーネ・レンツェッリ
- 演技の先生：テクラ・スカラーノ
- 写真屋の妻：ローラ・ブラッチーニ
- 写真屋：アルトゥーロ・ブラガリア
- 監督：アレッサンドロ・ブラゼッティ

## 解説
- 音楽はドニゼッティのオペラ『愛の妙薬』から。
- 監督役のアレッサンドロ・ブラゼッティは実在の映画監督である。
- 野外映画場で上映されている映画はハワード・ホークス監督の『赤い河』。バート・ランカスターはのちに『山猫』や『家族の肖像』で主役を演じ、マニャーニとはテネシー・ウィリアムズが彼女のために書いた戯曲『バラの刺青』の映画化で共演した。